# Тёфу, Ота
Ота Тёфу (яп. 太田 朝敷, 8 апреля 1865 – 25 ноября 1938) — выдающийся рюкюский журналист конца XIX и начала XX веков, принимавший активное участие в политической жизни Окинавы.

## Биография
Ота Тёфу родился в Сюри. В 1882 году он стал одним из первых окинавских студентов периода Мэйдзи, получивших стипендию для обучения в Токио. Получив образование в университетах Гакусюин и Кэйо, Ота Тёфу в 1893 году вернулся на Окинаву, где участвовал в основании «Рюкю Симпо», первой газеты на Окинаве.
После упразднения государства Рюкю и аннексии островов Японией в качестве префектуры Окинава в политике и экономике Окинавы вскоре стали доминировать выходцы из других японских префектур. Многие правительственные чиновники, в том числе отец Тёфу, участвовали в мирных акциях протеста, просто прекращая свою работу и отказываясь помогать новым чиновникам в принятии на себя обязанностей и их деятельности. Ота Тёфу также был свидетелем того, как местных окинавских торговцев начали вытеснять конкуренты из других городов, стремившиеся монополизировать местный рынок. В своих трудах он отмечал, что на остров Хоккайдо, также недавно официально аннексированный императорской Японией, поступило значительное количество средств, и что там реализовывалось множество проектов по общественным работам, строительству объектов инфраструктуры и т. д., в то время как Окинава не пользовалась подобной поддержкой от центрального правительства. Ота Тёфу также обращал внимание на то, что Хоккайдо обладало значительными природными ресурсами, а жившие там айны не представляли политической оппозиции, в то время как на Окинаве было мало природных ресурсов, а «большое население было разобщено и неуверенно в своей политической и культурной приверженности».
Во время Китайско-японской войны Ота Тёфу был членом прояпонской Кайка-тё («Партии Просвещения») и в своей публицистике очень критически относился к прокитайской Ганко-тё («Упрямой партия»), действовавшей на Окинаве. Ота также участвовал в основании Кёдё-кая, группы, боровшейся за сохранение коренного окинавского, а не японского доминирования на Окинаве. Она, в частности, выступала за то, чтобы бывший ван Рюкю Сё Тай был назначен губернатором префектуры, и чтобы эта должность передавалась по его родословной линии, как это было ранее. Кроме того, Ота Тёфу был главным редактором газеты, оппозиционной Движению за свободу и права людей, среди лидеров которого был его бывший сокурсник Дзяхана Нобору.
В своей журналисткой деятельности Ота Тефу сообщал и комментировал самые разные темы, включая состояние образования на Окинаве и экономические проблемы. Примерно с 1903 года он способствовал созданию окинавских агентств в Осаке и других местах, в том числе Ассоциации торговцев сахаром, целью которых было помочь окинавцам выйти на рынки, где тогда доминировали японцы.
Позднее Ота Тёфу был избран представителем Окинавы в ассамблее префектуры и в 1931 году мэром Сюри. Несмотря на это, он продолжал заниматься журналистикой на протяжении всей своей жизни. Временно покинув «Рюкю Симпо», он вернулся туда в 1930 году, заняв пост президента компании. Ота Тёфу также написал три книги, в том числе «50 лет управления в префектуре Окинава» (沖縄県政五十年).